# Sœurs Bordeau
Pour les articles homonymes, voir Bordeau.
Les Sœurs Bordeau est un duo de chanteuses françaises composé de deux sœurs, Huguette (1935-1998) et Mireille Bordeau (1921-2008). Le duo commença à chanter à la fin de la Seconde Guerre mondiale et connut le succès en France dans les années 1950, adaptant des chansons du folklore mexicain, où elles avaient passé quelque temps à la fin des années 1940.

## Biographie
Nées à Paris, elles passèrent leur jeunesse à La Roche-sur-Yon en Vendée.
Elles mirent fin à leur carrière à la fin des années 1950.
Huguette meurt en 1998, tandis que Mireille meurt en 2008. Elles sont toutes deux inhumées au cimetière du Père-Lachaise (la première dans la division 43, la seconde dans la division 44) à Paris.